# Contea di Huidong (Sichuan)
La contea di Huidong (会东县S, Huìdōng XiànP) è una contea della Cina, situata nella provincia di Sichuan e amministrata dalla prefettura autonoma Yi di Liangshan.